# Soiscél Molaisse
El Soiscél Molaisse ( /ˈsiːʃ,kɛl_,mɒ'læʃ/) —en español: Evangelio de San Molaise— es un cumdach irlandés (un tipo de caja de relicario de metal ornamentado o estuche para un libro sagrado) creado a partir de un núcleo de madera del siglo VIII y ornamentado en los siglos XI y XV con placas de metal decoradas en estilo hiberno-sajón. Hasta finales del siglo XVIII, el relicario contenía un texto complementario —ahora perdido— que presumiblemente era un pequeño libro del evangelio iluminado asociado a San Laisrén mac Nad Froích (m. 564 o 571), también conocido como san Molaise o «Mo Laisse», quien en el siglo VI fundó una iglesia en la isla Devenish, en la parte sur del lago Erne, en el condado de Fermanagh (Irlanda del Norte). 
El relicario se construyó en tres fases. Entre 1001 y 1025 bajo la dirección de Cennefaelad, abad de Devenish, su caja de madera original del siglo VIII se adornó con un marco plateado. Incluía planchas de plata en relieve, un frontispicio que representa una cruz, figuras y símbolos de los evangelistas y una serie de inscripciones en latín. Estas adiciones constituyen la mayor parte del objeto restante. Por su parte, la tercera fase, que data de los siglos XIV o XV, incorporó más elementos de plata, aunque la mayoría se ha perdido. Este es el cumdach más antiguo conservado, y con una altura de solo 14,75 cm, también es el más pequeño. 
Su pequeño tamaño indica que su texto complementario estaba destinado a llevarse como un evangeliario y hasta el siglo XIX se creía que Molaise lo había transcrito. Estuvo en posesión de la familia O'Meehan de Ballaghameehan, condado de Leitrim, hasta mediados de dicho siglo. En 1889 la Real Academia de Irlanda lo adquirió con el apoyo de los arqueólogos Lord Dunraven y George Petrie. Ahora integra la colección de la sección de arqueología del Museo Nacional de Irlanda en Dublín.

## Datación
El cumdach, creado en tres frases, poseía inicialmente un núcleo de madera bastante sencillo del siglo VIII y tiene una carcasa de bronce que alguna vez albergó un pequeño manuscrito iluminado. Se supone que era un evangelio asociado tradicionalmente con Laisrén mac Nad Froích del siglo VI, también conocido como san Molaise (m. 564 o 571), quien fundó la iglesia en la isla Devenish en el lago Erne, condado de Fermanagh (Irlanda del Norte). La isla aún conserva los restos del monasterio, incluida la pequeña iglesia de Teampall Mór, su celda y la torre redonda en la que el Soiscél Molaisse estuvo guardado durante siglos.
Perdido en algún momento a finales del siglo XVIII, no existe registro de casi nada del contenido o estilo del libro. La datación del núcleo y su manuscrito en el siglo VIII se basa en sus dimensiones, que habrían sido mayores en siglos anteriores. El objeto fue muy embellecido y entre 1001 y 1025 se fijaron las placas de bronce, cobre y plata con clavos y remaches. Las planchas de plata en relieve se añadieron en el siglo XV, pero ahora se han perdido en su mayor parte.
Las inscripciones del siglo XI en uno de sus lados largos están firmadas por el obrero metalúrgico Gilla Baíthín, junto con los nombres de sus comisionados Cennfailad (m. 1025, sucesor de Molaise y abad en Devenish desde 1001), y Ua Sclan (no identificado, posiblemente un administrador en la isla). La datación de esta fase entre 1001 y 1025 se basa en la mención de Cennfailad, por lo que lo convierte en el cumdach o «santuario del libro» —una caja o estuche relicario de metal elaborado y ornamentado que se utilizaba para guardar manuscritos o reliquias irlandeses de la Alta Edad Media— más antiguo que se conserva completamente intacto. Baíthín habría trabajado durante las invasiones vikingas de Irlanda y algunas de sus influencias son evidentes, incluidos los cuerpos largos y fibrosos de los animales con forma de serpiente de los laterales.

## Descripción

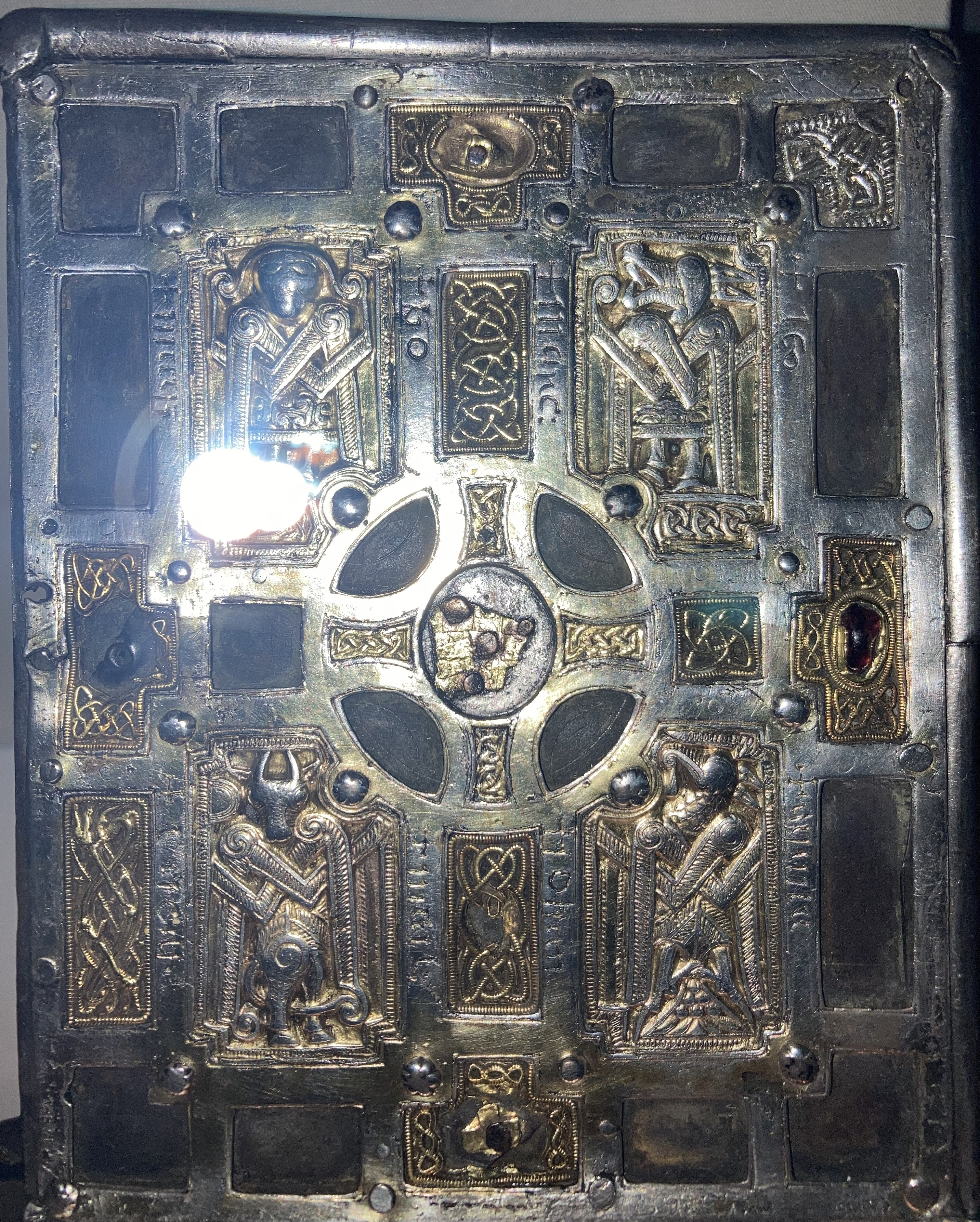
Vista frontal del cumdach.

Es de forma oblonga y mide 14,75 cm de alto, 11,70 cm de ancho y 8,45 cm de grosor, lo que lo convierte en el más pequeño de los evangeliarios irlandeses existentes. Es similar en tamaño, tipo y función al relicario existente para el Libro de Dimma del siglo VIII, aunque la cubierta es mucho más gruesa, lo que sugiere que contenía textos adicionales a los evangelios o tenía más páginas iluminadas. El manuscrito estaba hecho de pergamino vitela y contenía textos de los Evangelios. Hasta principios del siglo XIX se pensaba que había sido escrito por san Molaise; un texto medieval tardío describe cómo le fue «enviado desde el cielo mientras peregrinaba a Roma». El evangelio se perdió y el cumdach se dañó a fines del siglo XVIII mientras estaba prestado a McLoughlin, un sacerdote del condado de Sligo o del condado de Roscommon.
La caja oblonga interior original del siglo VIII está hecha de madera de tejo (Taxus baccata). Fue consagrado a principios del siglo XI con un cumdach formado por láminas lisas de bronce estañado decoradas con plata calada y montajes. El Soiscél Molaisse tiene seis lados: el frontispicio y su reverso, dos lados largos y dos extremos. Presenta herrajes con bisagras en ambos extremos, a los que se puede sujetar una correa o cadena para llevar durante las procesiones, la toma de juramentos u otras ceremonias.
Se encuentra en relativamente malas condiciones. Las partes superiores del «techo» o la «forma de casa» se perdieron, al igual que la mayoría de sus joyas. Los añadidos del siglo XV, en gran parte placas de plata repujada, también desaparecieron en su mayoría.

## Frontispicio
Una cruz anillada domina la cara frontal, con terminales rectangulares decorados con paneles de filigrana insertados y engastes de piedras semipreciosas, que se han perdido a excepción de una piedra azul en el lado derecho. La filigrana de los brazos de la cruz está dorada y decorada con cintas entrelazadas. Faltan algunos de los paneles de la cara frontal, y los que se conservaron son de bronce y plata dorada, con nudos entrelazados de filigrana de oro. Al igual que otros objetos insulares contemporáneos encontrados en áreas cercanas, como las figuras de piedra del siglo XII en la Isla White en el lago Erne, y el Breac Maodhóg de Drumlane, en el condado de Cavan, contiene una serie de figuras estrechamente relacionadas.
Los paneles centrales representan individualmente a los cuatro evangelistas y sus símbolos, y están colocados en los espacios entre una cruz anillada. Los religiosos están representados de perfil o de frente, de pie detrás de grandes cintas angulares, y sus nombres y figuras representativas están inscritos en latín a cada lado de sus marcos de plata. Estos dicen: + HO + MATEMÁTICAS, + LEO + MARC, + AQUILA + IOHAN, + UITUL + LUCAS, que el historiador de arte Paul Mullarkey interpretó como la lectura «el hombre (Mateo), el león (Marcos), el águila (Juan) y el buey (Lucas)». Las figuras están representadas en un estilo que se asemeja mucho a las de los cumdach del misal de Stowe, casi contemporáneo y un poco más tarde del Breac Maodhóg. El estudioso del arte medieval Roger Stalley describió el estilo algo cuadrado de las figuras de estas obras como «pesado y macizo».

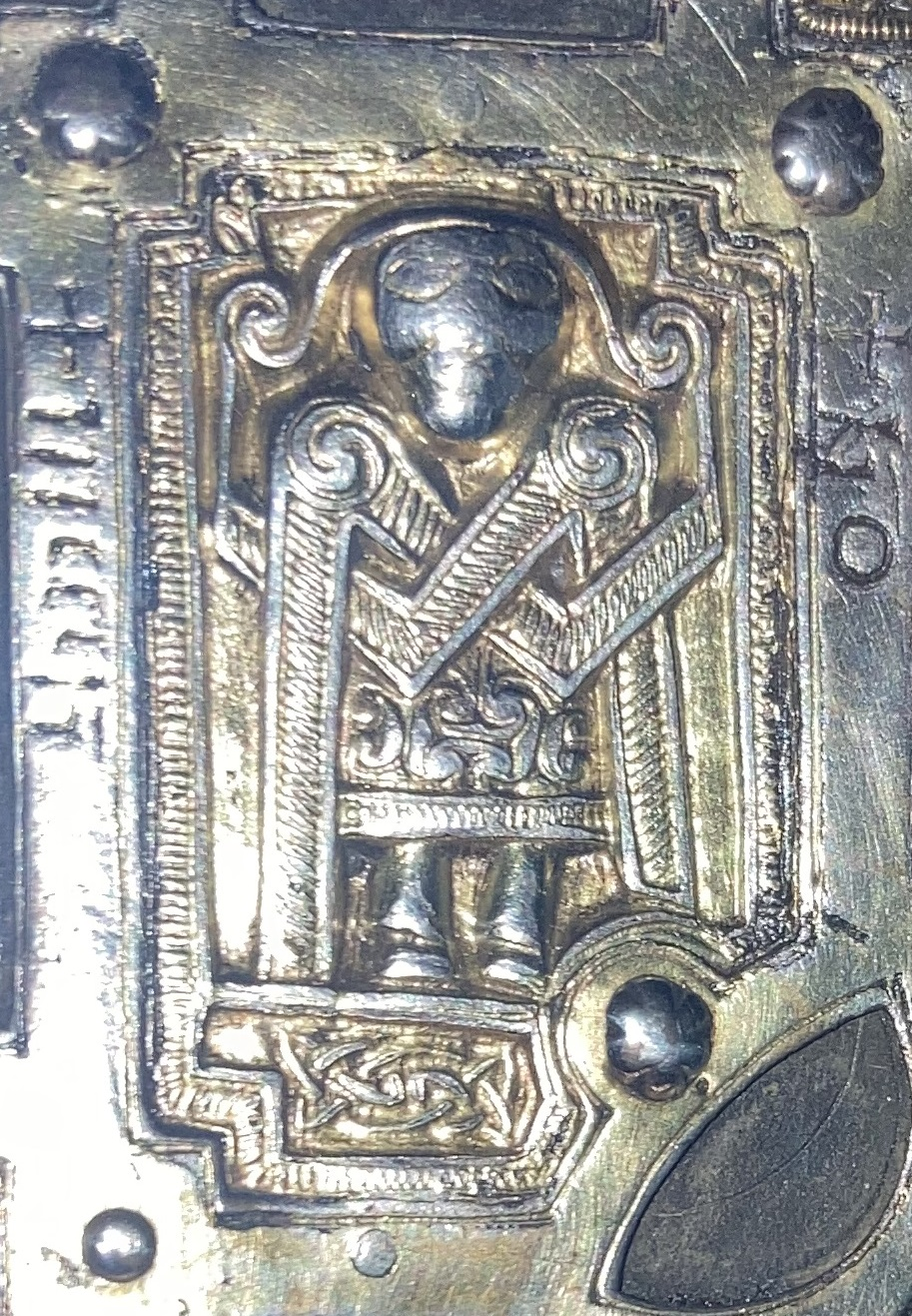
Detalle del frontispicio; panel superior izquierdo (San Mateo, el hombre). El latín vertical de la derecha dice «Homo» ("hombre").
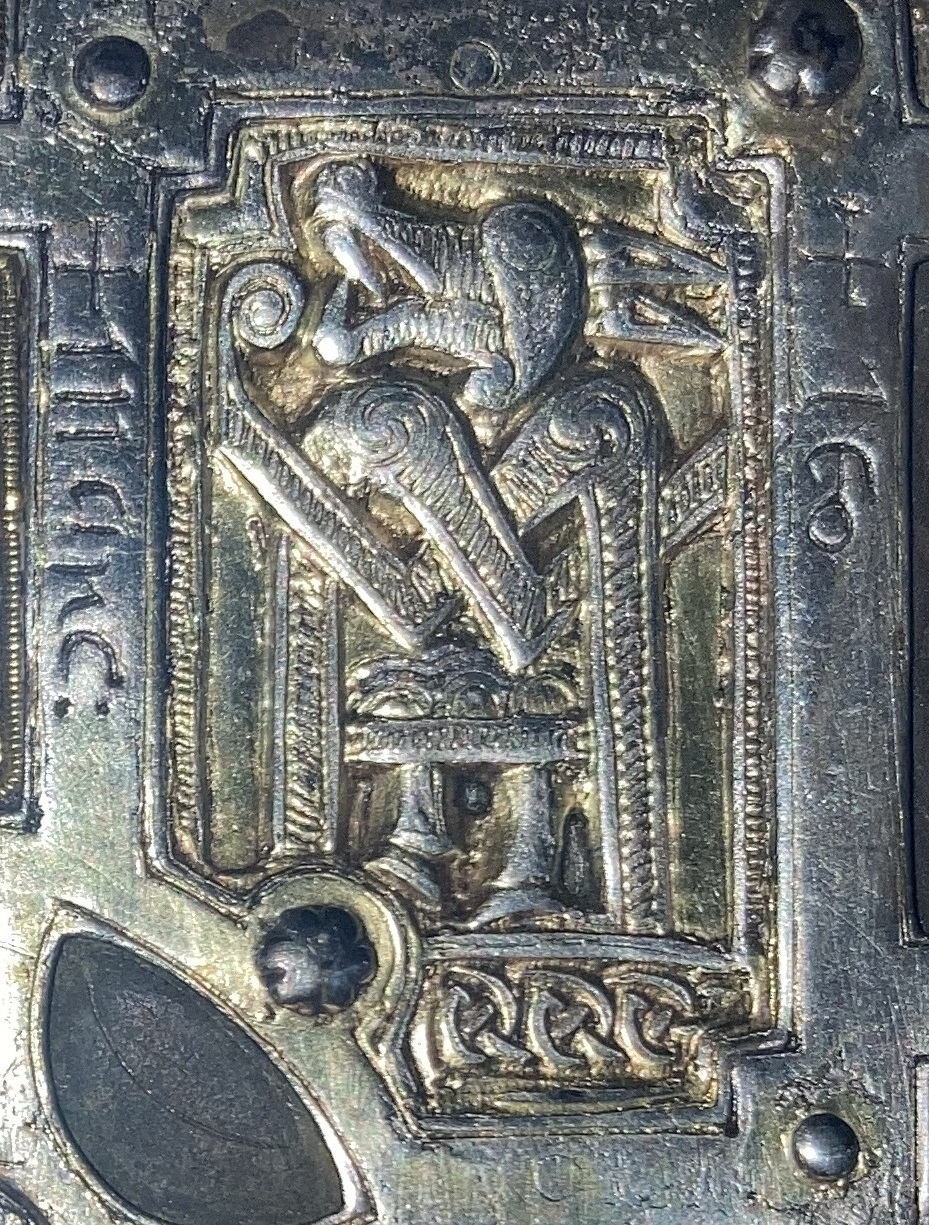
Panel superior derecho (San Marcos, el león). La inscripción del lado derecho está traducida como «Leo» ("león").
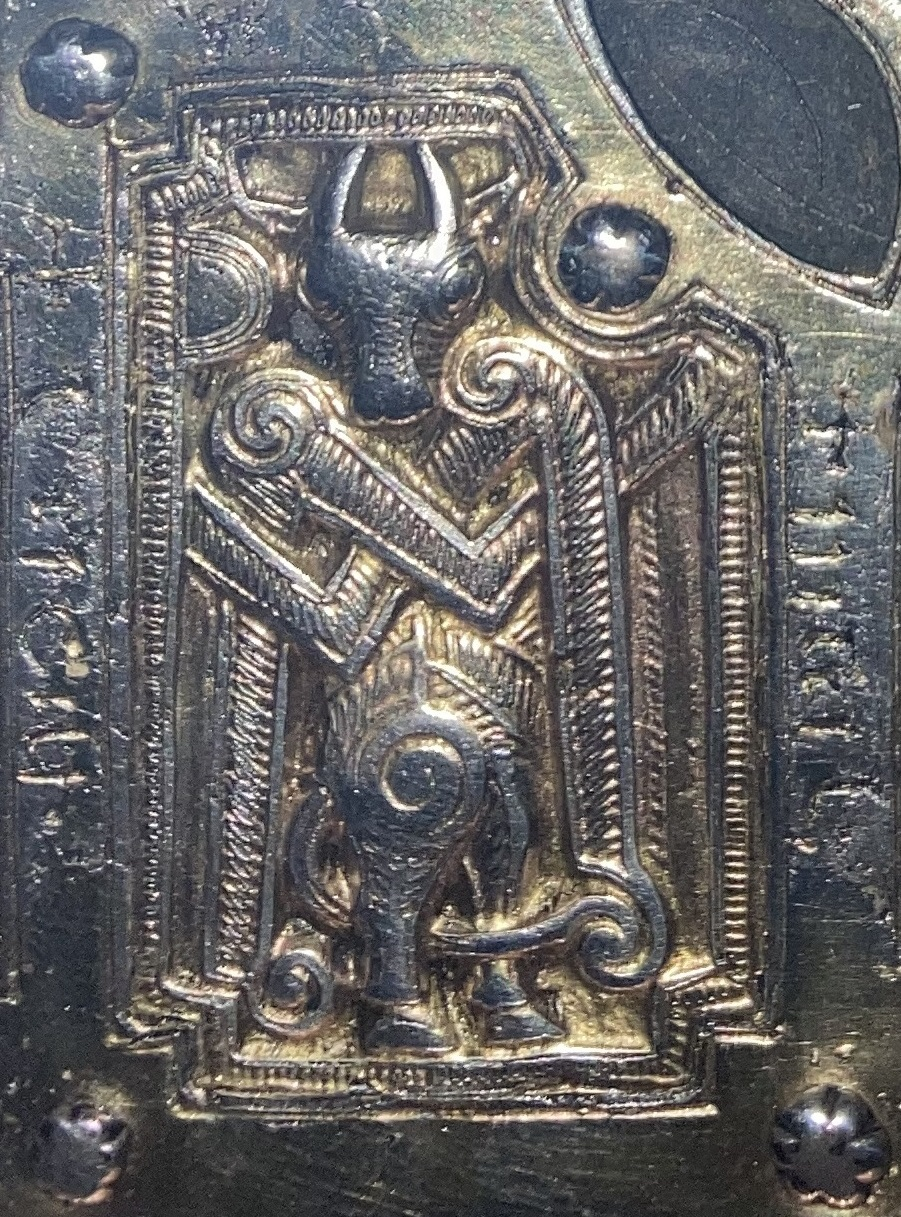
Panel inferior izquierdo (San Lucas, el buey).
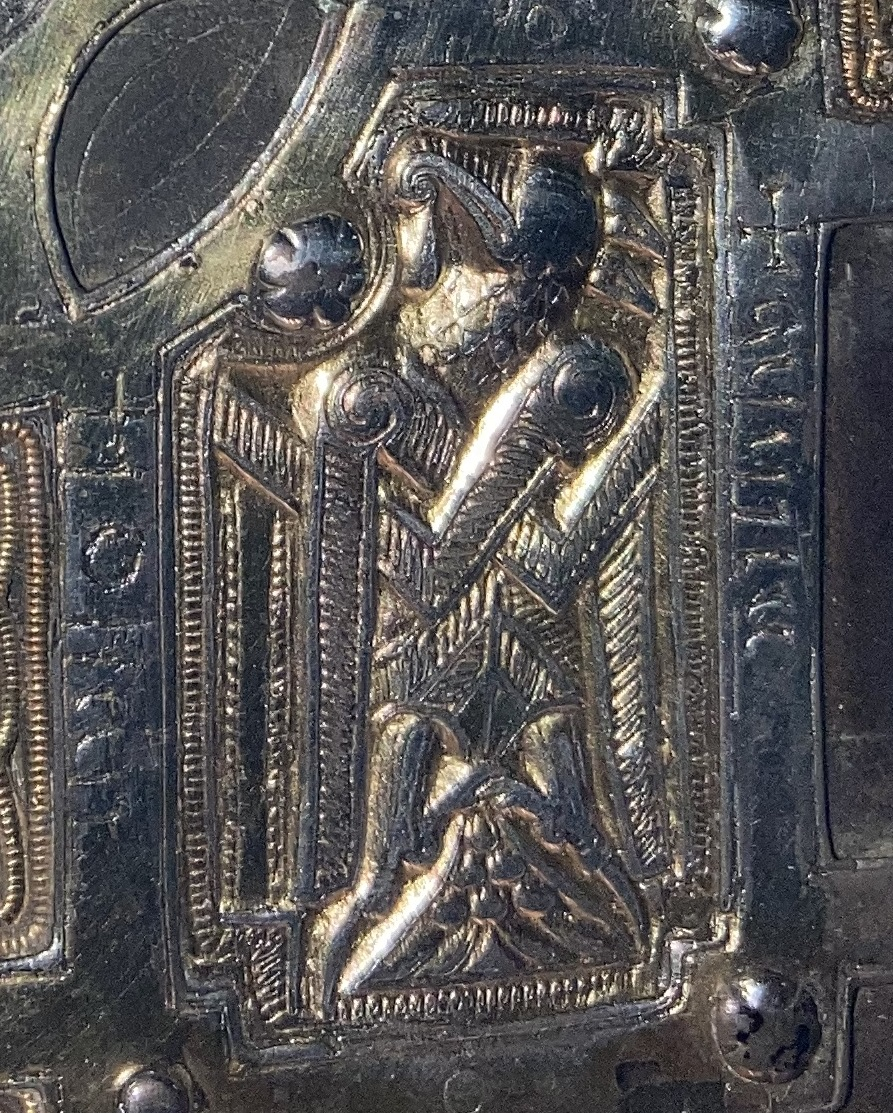
Panel inferior derecho (San Juan, el águila). La inscripción al costado se traduce como «Aquila» ("águila").

Mateo lleva una túnica hasta la rodilla que contiene una hilera de escudos (peltae) en el estilo de la cultura de La Tène, colocados sobre un dobladillo ancho. Su cabello largo se riza en espirales que se fusionan con el patrón de cinta circundante. Marcos se muestra de perfil, con dientes grandes y animales y orejas de burro, y también usa una túnica de medio cuerpo con volutas entrelazadas. Lucas está representado por un buey, cuyas patas traseras y cola forman patrones en espiral. Juan, como el águila, tiene plumas, orejas puntiagudas, garras grandes y una cola ancha. Una gota en forma de lágrima, que puede ser sangre, cuelga del pico enroscado.

## Paneles del reverso, laterales y extremos

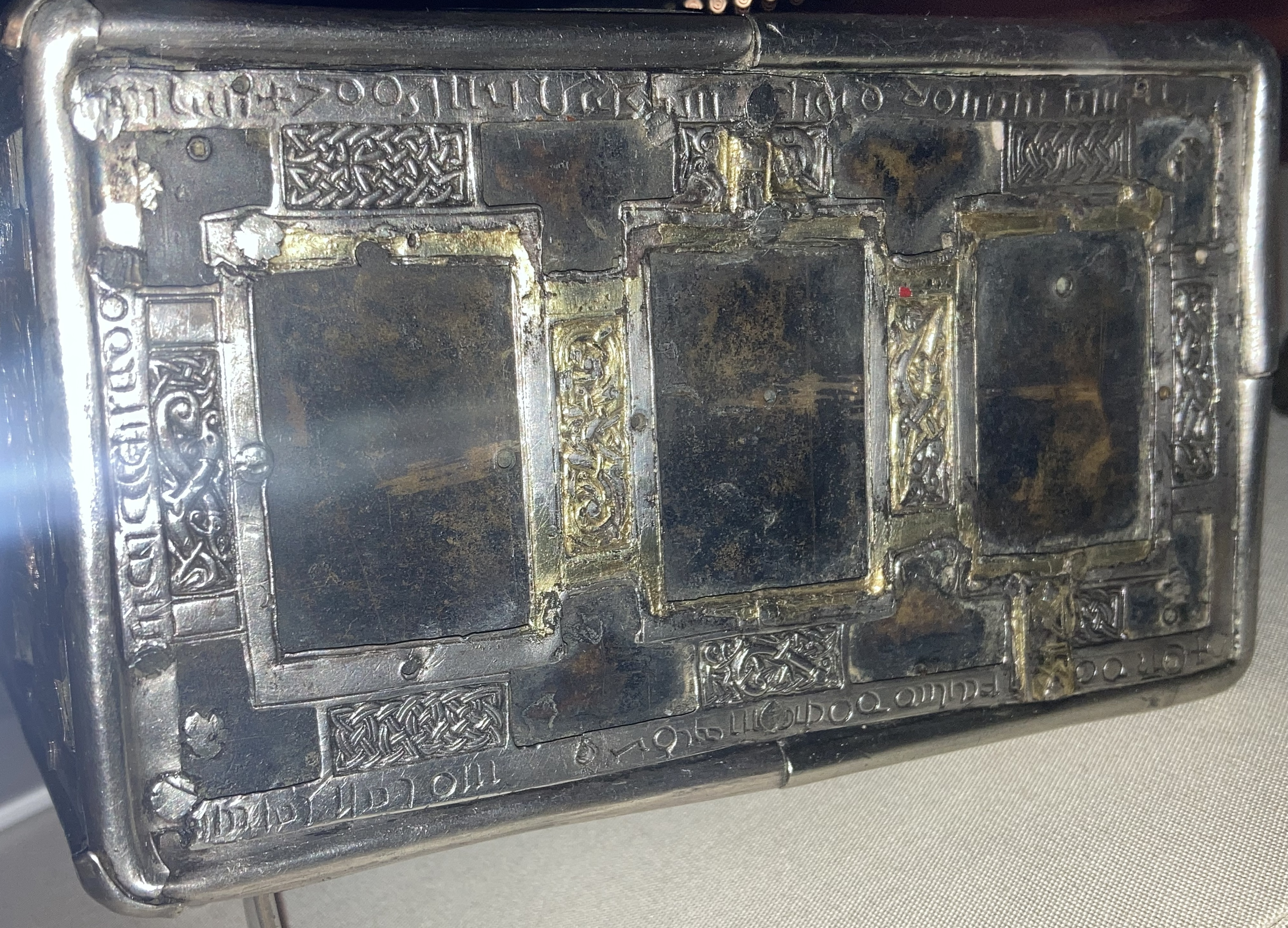
Vista del lado largo con patrones calados y las inscripciones que identifican a los comisionados y artesanos del siglo.

Dos de los paneles de los lados están perdidos, mientras que los laterales restantes contienen entrelazados, firmas y otras inscripciones latinas alrededor de sus bordes. Ambos lados cortos (o extremos) tienen monturas triangulares de bronce que habrían funcionado como broches para poder llevar el santuario. Ambos tienen paneles decorativos de media longitud para contener inserciones de eclesiásticos. Uno está perdido, pero el que queda contiene una figura, generalmente asumida como san Molaise, de perfil completo con una túnica o hábito. Tiene rasgos faciales redondeados, una cabeza desproporcionadamente grande y una barba bifurcada. Con una mano sostiene un libro, probablemente su Evangelio, contra el pecho y con la otra un báculo pastoral, un mayal o un aspersor de agua bendita. Su vestimenta exterior, o casulla, fue originalmente bordada con diseños de hojas de palma, mientras que el cuello está cortado en forma de V puntiaguda. El inserto está rodeado de paneles muy ornamentados e intrincados decorados con filigrana y cintas entrelazadas. También contiene nudos triqueta (figuras triangulares compuestas por tres arcos entrelazados) y un lagarto zoomorfo «cuya cabeza está formada con orejas muy largas [que se asemejan a] cuernos».
Los dos lados largos consisten en una placa de astilla dividida en tres compartimentos, que habrían albergado inserciones decorativas, pero ahora se han perdido. Ambos lados largos tienen esquinas con montajes de bronce.
La base contiene una cuadrícula de patrones calados en forma de L en esmalte rojo. Los extremos tienen grandes cadenas o nudos que tienen una influencia obvia del arte vikingo, y muchos otros aspectos del santuario se asemejan a objetos descubiertos durante las excavaciones arqueológicas del siglo XX en el Dublín vikingo, en la medida en que Ó Floinn sugirió en 2014 que Dublín pudo haber sido su lugar de origen.

## Inscripciones

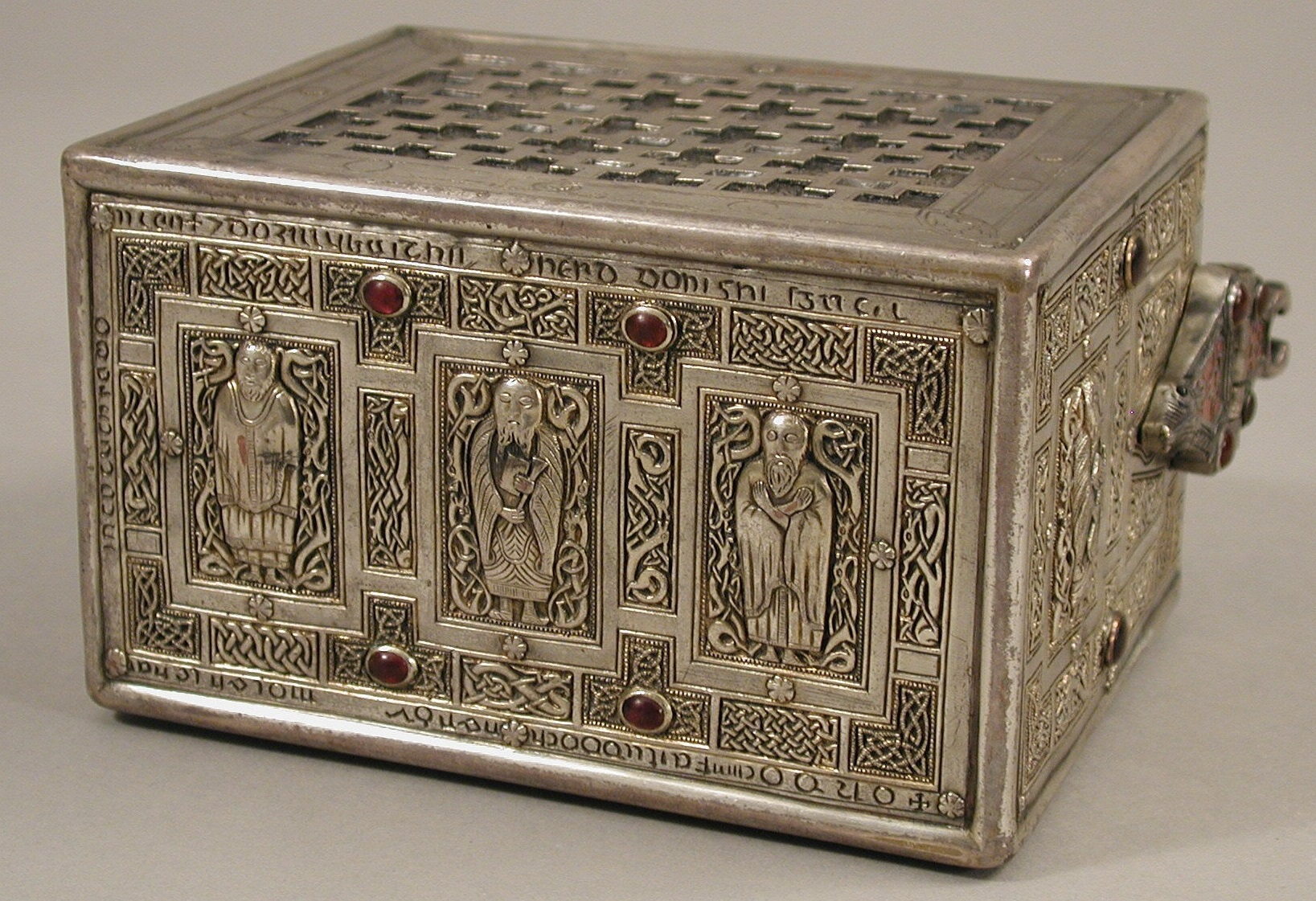
Réplica del cumdach en el Museo Metropolitano de Arte de Nueva York.

Las inscripciones latinas están escritas en escritura insular y aparecen a lo largo de tres bordes del lado del final de la página (es decir, en el lado largo falta el inserto y se coloca frente al frente). Mencionan a tres personas, pero el texto está muy dañado en algunos lugares. Cennfailad Mac Flaithbertach, un abad en la isla Devenish (m. 1025), se identifica como comisionado. El fragmentario «... nlan» no está identificado; la inscripción «Gilla Baíthín» es el autógrafo del metalúrgico que realizó el repujado. Como ocurre con la mayoría de las inscripciones de esta época, el orden en que aparecen los nombres indica su rango relativo; en este caso el nombre del patrón secular es seguido por el del patrón eclesiástico, seguido por el del escriba.
Las inscripciones decían «... O HACER ... NFAILAD DO CHOMARBA MOLASI LASAN ... EN CUTACHSA DO ... NLAN .. DO GILLABAITHÍN CHERD DO RIGNI I GRESA» ("Oren por Cennfaílad, sucesor de Molaise, para quien se hizo este santuario, para... nlan + y para Gilla Baíthín, el artesano que hizo este objeto"). Mac Flaithbertach tenía dos obituarios en 1025, pero como de casi todos los artesanos del siglo XI, no se sabe nada de Gilla Baíthín. El análisis del estilo y la técnica de la fase de dicho siglo indica que con una sola mano creó los paneles figurativos en el frente y los lados, la filigrana, los paneles zoomorfos y la bisagra de la correa. El historiador de arte Michelli Perette describe el guion de Baíthín como «notablemente desigual». El primer nombre de Gilla también está inscrito en las grandes cruces e iglesias irlandesas de los siglos XI y XII, lo que indica que era un nombre «tomado para la vida cristiana», y que Baíthín era un clérigo. El historiador de arte Patrick Wallace señala que el nombramiento de un artesano en una obra tan temprana indica la estima que los artesanos insulares deben haber disfrutado en la sociedad irlandesa contemporánea, y señala cómo los artistas de la Europa continental no comenzaron a firmar sus obras hasta el Renacimiento. Continúa escribiendo que la firma puede ser «una de las primeras instancias en cualquier lugar de una cultura que hizo tales reconocimientos».
Varios historiadores del arte han tratado de reconstruir la persona identificada por las letras dañadas «... nlan», y generalmente suponen que es parte del nombre «Scannlain». Ó Floinn sugiere a Coencomrach Ua Scannlain (m. 1011) como un candidato potencial. Ua Scannlain era clérigo en Devenish, pero, aunque encaja en la ubicación y el período, su nombre completo es demasiado largo para el espacio entre las letras y es muy poco probable que se le haya mencionado solo por el apellido. Otros clérigos potenciales son Scannlain Ua Dungalaín, abad de Downpatrick, que fue «secuestrado y cegado en 1010», y Scanlan Mac Cathail, ri Eoganacht de Lough Leane, aunque ninguno de los dos es considerado un fuerte candidato por la mayoría de los historiadores del arte.

## Procedencia
Sus guardianes hereditarios eran la familia O'Meehan del condado de Leitrim, que lo mantuvo durante unos 500 años. Los Irish Annals lo mencionan como en su colección de 1336, 1419 y 1437. Al igual que muchos de estos objetos irlandeses medievales conservados en colecciones hereditarias a lo largo de los siglos, se volvió un objeto buscado durante el Renacimiento celta de mediados del siglo XIX.
El pintor y anticuario irlandés George Petrie afirmó que redescubrió el objeto, que tituló «El Relicario de San Molash», después de haber leído un artículo de un periódico local al respecto cerca de 1835. Varios relatos registran que el anticuario y coleccionista Roger Chambers Walker se enteró del santuario aproximadamente al mismo tiempo y había estado interesado en adquirirlo. Era un coleccionista rival de Petrie, incluso después de haberle pedido a Petrie que mantuviera el descubrimiento en «secreto» y «permaneciera en silencio»; perdió la eventual compra en algún momento durante o después de 1845.
En 1867 la anticuaria e ilustradora Margaret Stokes especuló que Petrie había oído hablar de ella a Walker. Petrie dio su primera descripción completa en una conferencia de 1855 para miembros de la Real Academia Irlandesa, y ha estado sujeta a una serie de exámenes y descripciones adicionales desde entonces. Basándose en la investigación de Petrie, Stokes publicó otro relato de la historia del santuario en 1871.
Su último guardián hereditario, Charles Meehan de Loboon, del condado de Clare, lo vendió en abril de 1859 por 45 £. A la insistencia de Lord Dunraven y Petrie, se compró para la Real Academia de Irlanda en 1861. A la academia le resultó difícil aumentar el dinero, dado que su presupuesto anual habitual era en ese momento de alrededor de 50 £, y Petrie fue el instrumento para recaudar fondos, respaldado por la influencia política de Dunraven, quien había dispuesto por primera vez que estuviera disponible para que Petrie lo estudiara. Hoy en día se encuentra en la colección de la rama de arqueología del Museo Nacional de Irlanda, en Kildare Street, Dublín, donde está catalogado bajo el código NMI R4006.